# Мира-Эстрела
Мира-Эстрела (порт. Mira Estrela) — муниципалитет в Бразилии, входит в штат Сан-Паулу. Составная часть мезорегиона Сан-Жозе-ду-Риу-Прету. Входит в экономико-статистический микрорегион Фернандополис. Население составляет 2576 человек на 2007 год. Занимает площадь 217,116 км². Плотность населения — 11,7 чел./км².
Праздник города — 21 марта.

## История
Город основан 21 февраля 1941 года.

## Статистика
- Валовой внутренний продукт на 2003 составляет 24.082.105,00 реалов (данные: Бразильский институт географии и статистики).
- Валовой внутренний продукт на душу населения на 2003 составляет 9.377,77 реалов (данные: Бразильский институт географии и статистики).
- Индекс развития человеческого потенциала на 2000 составляет 0,771 (данные: Программа развития ООН).

## География
Климат местности: умеренный.